# E. H. Harriman
Edward Henry Harriman (20 de febrero de 1848 - 9 de septiembre de 1909) fue un ejecutivo ferroviario estadounidense, que llegó a controlar buena parte de las líneas que enlazaban la costa del Pacífico con el resto del país.

## Primeros años
Harriman nació el 20 de febrero de 1848 en Hempstead (Nueva York), hijo de Orlando Harriman, Sr., un clérigo episcopaliano, y de Cornelia Neilson. Tenía un hermano, Orlando Harriman, Jr. Su bisabuelo, William Harriman, había emigrado desde Inglaterra en 1795 y se dedicaba con éxito a actividades comerciales. 
Cuando era niño, Harriman pasó un verano trabajando en el Horno de Hierro Greenwood en el área propiedad de la familia de Robert Parker Parrott, que con el paso del tiempo se convertiría en el Harriman State Park. Dejó la escuela a los 14 años para ponerse a trabajar como chico de los recados en Wall Street, en la ciudad de Nueva York, donde su tío Oliver Harriman había desarrollado anteriormente su carrera. A los 22 años, era miembro de la Bolsa de Nueva York. 

## Carrera
El suegro de Harriman era presidente del Ferrocarril de Ogdensburg y Lake Champlain, que despertó su interés por el transporte en el estado de Nueva York. En 1881 adquirió el pequeño ferrocarril del sur del lago Ontario, en plena decadencia. Lo renombró Sodus Bay & Southern, lo reorganizó y lo vendió al Ferrocarril de Pensilvania con una ganancia considerable. Este fue el comienzo de su carrera como reconstructor de ferrocarriles en quiebra. 

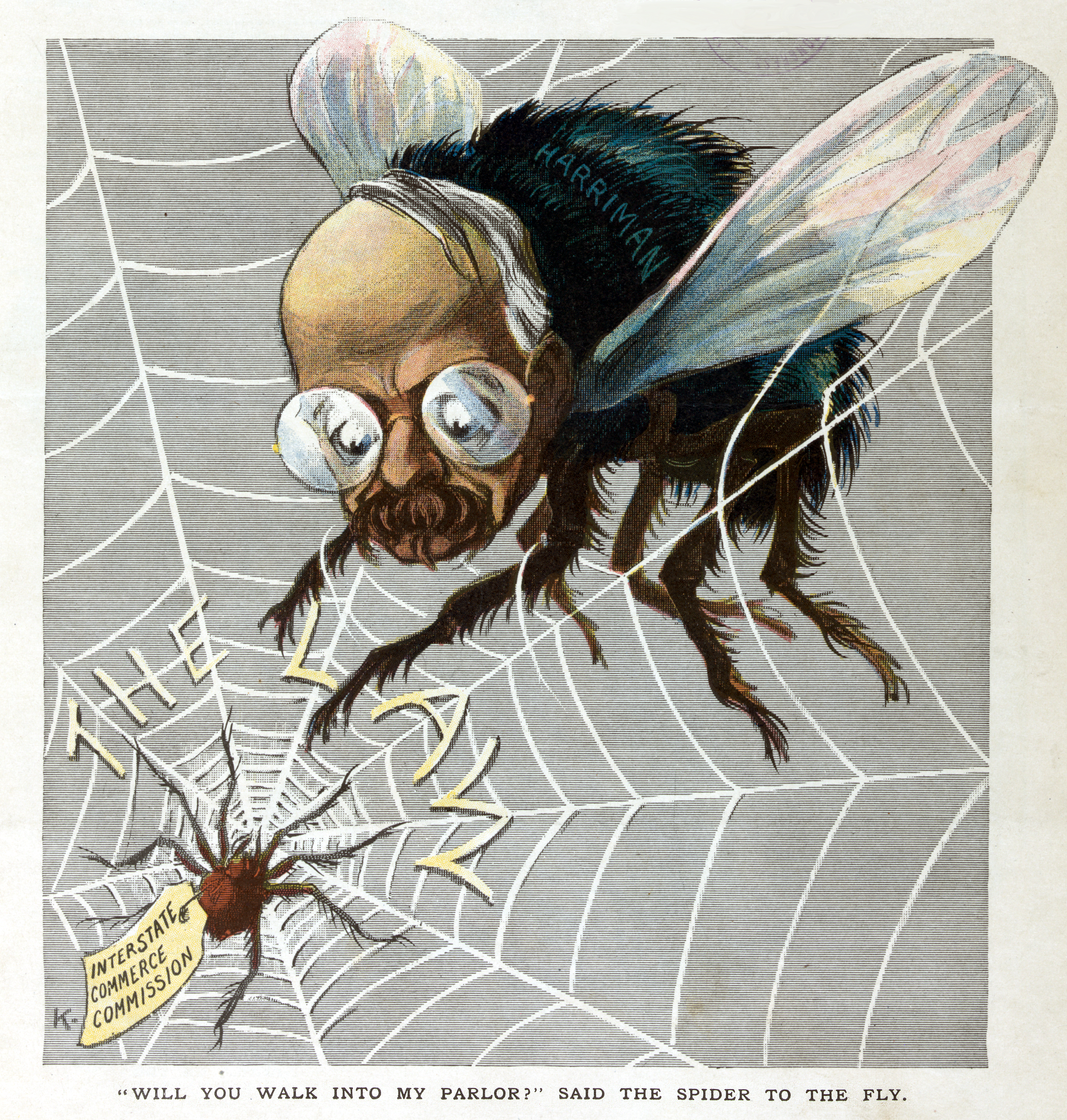
Una caricatura de 1907 que representa a
Harriman y sus ferrocarriles sujetos a la ley federal y a la Comisión de Comercio Interestatal

Harriman tenía casi 50 años cuando en 1897 se convirtió en director del Ferrocarril Union Pacific. En mayo de 1898, ya era presidente del comité ejecutivo, y desde ese momento hasta su muerte, su palabra era la ley sobre el sistema del Union Pacific. En 1903, asumió el cargo de presidente de la compañía. De 1901 a 1909 también fue presidente del Ferrocarril del Pacífico Sur. La visión de un ferrocarril Union Pacific/South Pacific unificado fue plantada con Harriman (el UP y el SP se unirían el 11 de septiembre de 1996, un mes después de que la Junta de Transporte por Superficie aprobara su fusión). 
En el momento de su muerte, Harriman controlaba el Unión Pacific, el South Pacific, el Saint Joseph y Grand Island, el Central de Illinois, el Central de Georgia, la Pacific Mail Steamship Company y la Wells Fargo Express Company. Las estimaciones del valor de su patrimonio cuando murió oscilaron entre los 150 y los 200 millones de dólares, que heredó enteramente su esposa.  

### La expedición de Harriman a Alaska
En 1899, Harriman patrocinó y formó parte de una expedición científica para catalogar la flora y la fauna de la costa de Alaska. Muchos prominentes científicos y naturalistas se embarcaron en la expedición, a bordo del lujosamente restaurado vapor de 250 pies (76,2 metros) SS George W. Elder.

### Interés por el jiu-jitsu
Harriman se interesó por el jiu-jitsu después de su visita de dos meses a Japón en 1905. Cuando regresó a América, trajo consigo una compañía de seis luchadores japoneses de jiu-jitsu, incluidos los prominentes judocas Tomita Tsunejirō y Mitsuyo Maeda. Entre otras muchas actuaciones, la compañía realizó una exhibición que atrajo a seiscientos espectadores en el gimnasio de la Universidad de Columbia el 7 de febrero de 1905.

## Vida personal
En 1879, Harriman se casó con Mary Williamson Averell, hija de William J. Averell, banquero en Ogdensburg (Nueva York). Juntos tuvieron a: 
- Mary Harriman (1881-1934), quien se casó con Charles Cary Rumsey (1879-1922), un escultor, en 1910.[10]
- Henry Neilson Harriman (1883-1888), quien murió joven.
- Cornelia Harriman (1884-1966),  quien se casó con Robert Livingston Gerry, Sr. (1877-1957) en 1908.[11]
- Carol Averell Harriman (1889-1948),[12] quien se casó con Richard Penn Smith, Jr. (1893-1929) en 1917.[13] Tras enviudar, se casó con W. Plunket Stewart, quien previamente se había casado y divorciado de Elsie Cassatt, la hija de Alexander Cassatt, en 1930.[14]
- William Averell Harriman (1891-1986), el Secretario de Comercio bajo el presidente Harry S. Truman, 48.º Gobernador de Nueva York, Embajador de Estados Unidos en la Unión Soviética y Embajador de Estados Unidos en Gran Bretaña. Se casó tres veces: primero con Kitty Lanier Lawrance (desde 1915 hasta su divorcio en 1929), luego con Marie Norton Whitney (desde 1930 hasta la muerte de esta en 1970), y finalmente con Pamela Beryl Digby Churchill Hayward (desde 1971 hasta su muerte en 1986)[15]
- Edward Roland Noel Harriman (1895-1978), quien se casó con Gladys Fries (1896-1983) en 1917.[16]

Harriman murió el 9 de septiembre de 1909 en su casa, Arden, a la 1:30. pm, cuando contaba 61 años de edad. El naturalista John Muir, que se había unido a él en la Expedición a Alaska de 1899, escribió en su elogio de Harriman: "En casi todos los sentidos, era un hombre admirable". Harriman fue enterrado en el cementerio de la Iglesia Episcopaliana de San Juan en el pueblo de Arden, cerca de su propiedad.

### Propiedades de Harriman
En 1885, Harriman adquirió por 52.500 dólares  "Arden", su finca familiar de 7863 acre (31,8 kilómetros cuadrados) en Ramapo Highlands, cerca de Tuxedo (Nueva York). La propiedad había sido una fuente de suministro de carbón para Parrott Brothers Iron Works. En los siguientes años, compró casi 40 parcelas de tierra cercanas diferentes, agregando a su propiedad otros 20 000 acre (80,9 kilómetros cuadrados), y los conectó con 40 millas (64 km)  de caminos de herradura. Su residencia de 100 000 ft² (9290 metros cuadrados), Arden House, se completó solo siete meses antes de su muerte. 
A principios del siglo XX, sus hijos W. Averell Harriman y E. Roland Harriman contrataron al arquitecto paisajista Arthur P. Kroll para que acondicionara paisajísticamente grandes extensiones de terreno. En 1910, su viuda donó 10 000 acre (40,5 kilómetros cuadrados) al estado de Nueva York para crear el Harriman State Park. La finca fue designada Monumento Histórico Nacional en 1966. En 1977, donaron al Estado de Idaho otro Parque Estatal Harriman "con varias condiciones". Una de ellas fue que las aguas de Henry's Fork, que fluían a través de la propiedad, tenían que ser gestionadas para la pesca con mosca de captura y liberación. Hasta el día de hoy, es considerado uno de los mejores arroyos de pesca con mosca en América del Norte.

## Legado

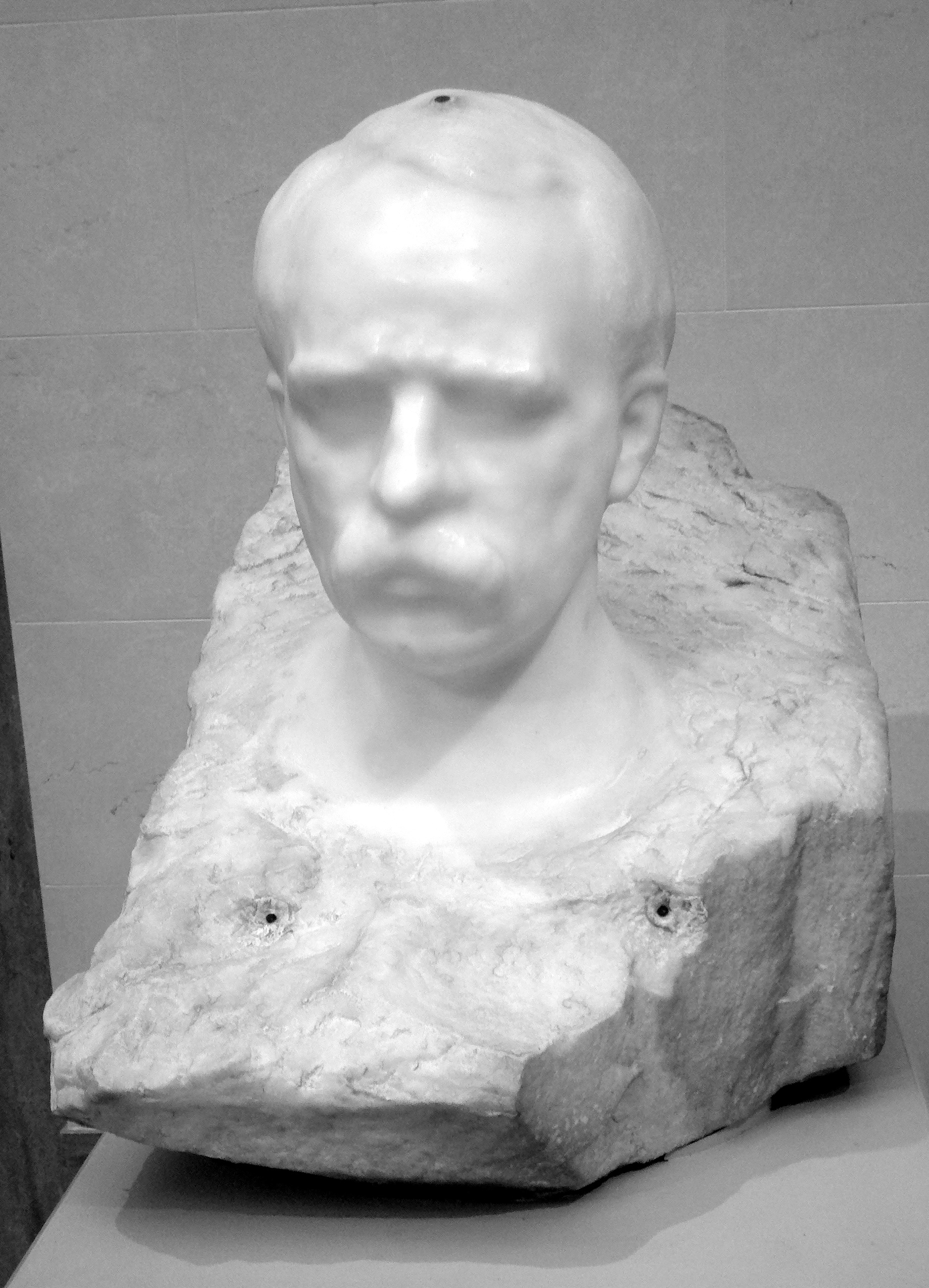
Busto de Edward H. Harriman, por Auguste Rodin

### Premio
- En 1913, su viuda creó el Premio E. H. Harriman para reconocer logros sobresalientes en seguridad ferroviaria. El premio se ha presentado anualmente desde entonces.

### Personalidad
- Stephen Birmingham, en el libro Our Crowd, escribió que "Ned" Harriman era considerado uno de los hombres más desagradables de su época. El libro cita a James Stillman del National City Bank, quien opinaba de Harriman que "no es un hombre seguro para hacer negocios". Sin embargo, el (ferrocarril) Illinois Central dirigido por Harriman fue uno de los mejores y más rentables del país".[18]

### Eponimia
- Harriman, Nueva York
- El Centro de Despacho Union Pacific Harriman en Omaha, Nebraska lleva el nombre de Edward H. Harriman.
- El Glaciar Harriman en el Bosque Nacional Chugach de Alaska, ubicado en Whittier, Alaska, fue nombrado en su honor por la Expedición Harriman Alaska
- Harriman nombró dos oficinas de correos en Oregón, incluida la de Rocky Point, donde mantuvo un campamento de verano durante varios años.[19]
- El editor financiero y comercial Harriman House lleva el nombre de Harriman.
- La ciudad de Sparks, Nevada, era conocida como Harriman durante sus primeros años.

### Lugares construidos con fondos donados de su patrocinio o patrimonio
- Harriman fundó el Tompkins Square Boys 'Club, ahora conocido como The Boys' Club of New York. El club original, fundado en 1876, estaba ubicado en el sótano alquilado de la Escuela Wilson en el Lower East Side de Manhattan, y comenzó con tres niños.[20] La idea de Harriman para el club era proporcionar un lugar "para los niños, a fin de sacarlos de las calles y enseñarles mejores modales".[21] Para 1901, el club había superado su espacio. Harriman compró varios lotes de locales en la calle 10th y en la Avenida A, y una casa club de cinco pisos se completó en 1901.[22]
- Los impuestos a la herencia del patrimonio de Harriman, por un monto de 798.546 dólares pagados por su viuda el 1 de marzo de 1911, al Estado de Utah, ayudaron a financiar la construcción de la capital del estado.
- Harriman State Park en Tuxedo, NY

### Citas notables
- "Se pierde mucho buen trabajo por falta de un poco más".

- "Cooperación significa 'Haz lo que te digo, y hazlo malditamente rápido'".[23]

## En la cultura popular
- Harriman es mencionado en la película Butch Cassidy and the Sundance Kid (1969), como el barón comercial cuyos agentes se convierten en los enemigos de los personajes principales. En el segundo robo de trenes de la película, un empleado del ferrocarril atribuye su negativa a cooperar con el robo a sus obligaciones con Harriman personalmente, y uno de los íntimos de Butch y Sundance describe la contratación de Harriman de famosos cazadores de forajidos para localizar a los líderes de la banda.
- En la película The Wild Bunch (1969), un funcionario del ferrocarril llamado "Harrigan" toma la misma estrategia.

## Lecturas relacionadas
- Haeg, Larry, Harriman vs Hill: Wall Street's Great Railroad War, University of Minnesota Press, 2013
- Kahn, Otto H., Edward Henry Harriman (1911), reprinted as "The Last Figure of an Epoch: Edward Henry Harriman," in Our Economic and Other Problems (1920)
- Klein, Maury. The Life & Legend of EH Harriman. Univ of North Carolina Press (2000), The standard scholarly biography online
- Kennan, George (1917). The Salton Sea: An Account of Harriman's Fight With The Colorado River. New York: The MacMillan Company. Consultado el 11 de julio de 2009.
- Kennan, George (1917). E. H. Harriman's Far Eastern Plans. Boston: The Country Life Press. Consultado el 11 de julio de 2009.
- Kennan, George (1922). E. H. Harriman: A Biography, Vol I. Boston: Houghton Mifflin. Consultado el 1 de abril de 2018.
- Kennan, George (1922). E. H. Harriman: A Biography, Vol II. Boston: Houghton Mifflin. Consultado el 1 de abril de 2018.
- Keys, C.M. (January 1907). «Harriman I: The Man In The Making, His Early Life and Start». The World's Work: A History of Our Time XIII: 8455-8464. Consultado el 10 de julio de 2009.
- Keys, C.M. (February 1907). «Harriman II: The Building of His Empire». The World's Work: A History of Our Time XIII: 8537-8552. Consultado el 10 de julio de 2009.
- Keys, C.M. (March 1907). «Harriman III: The Spinner of Golden Webs». The World's Work: A History of Our Time XIII: 8651-8664. Consultado el 10 de julio de 2009.
- Keys, C.M. (March 1907). «Harriman IV: Salvage of the Two Pacifics». The World's Work: A History of Our Time XIII: 8791-8803. Consultado el 10 de julio de 2009.
- Meyer, Balthazar Henry (July 1906). «A History of the Northern Securities Case». Bulletin of the University of Wisconsin 142. Consultado el 10 de julio de 2009.  Also see Northern Securities Co. v. United States.
- Muir, John, Edward Henry Harriman (1911)
- Myles, William J., Harriman Trails, A Guide and History, The New York-New Jersey Trail Conference, New York, N.Y., 1999
- Ripley, William Zebina (1915). Railroads: Finance and Organization. New York: Longmans, Green, and Co. Consultado el 11 de julio de 2009.
- "In the Matter of Consolidations and Combinations of Carriers," Interstate Commerce Commission Reports, XII (1908)
- Articles and estimates of his life and work in Cosmopolitan, Mar. 1903, July 1909; Moody's Mag., Oct. 1906, Oct. 1909; Am. Rev. of Revs., Jan. 1907, Oct. 1909; McClure's Mag., Oct. 1909, Jan. 1911; N. Y. Times and N. Y. Sun, September 10, 1909; Railway World, September 17, 1909.